# Engel 07
Engel 07 ist ein Lied des deutschen Musikers Hubert Kah, das im April 1984 vorab als erste Single aus dem Album Goldene Zeiten veröffentlicht wurde. Im Juni 1985 erschien eine englischsprachige Version unter dem Titel Angel 07.

## Musik und Text
Engel 07 handelt von einer Beziehung zu einer Frau, die nur drei Nächte dauert. In der dritten Nacht sagt sie: „bald bin ich nicht mehr da, ich wär gern geblieben doch leider muss ich wieder fort“. Da der Protagonist zudem wahrzunehmen meint, dass sie einmal am offenen Fenster ein „Funksignal“ einfängt und sich auch „rätselhaftes Licht auf ihrem Haar“ zeigt, bezeichnet er sie als „Engel 07“ und vermutet, dass sie ein „himmlischer Spion“ sei. Es handelt sich um einen Synthie-Pop-Song, der noch einige Einflüsse der Neuen Deutschen Welle aufnimmt.

## Entstehung und Veröffentlichung
Die Band nahm sich ein Jahr Pause, nach Angaben von Hubert Kah, um gemeinsam Songs zu schreiben. Zudem arbeitete sie den neuen Drummer Achim Czech ein. Die Band begann auch die Zusammenarbeit mit Michael Cretu. Den Song schrieb Hubert Kah gemeinsam mit dem bekannten Songtexter Michael Kunze alias Mario Killer. Produziert wurde er von Cretu und Armand Volker.
Engel 07 erschien als 7″-Single bei Blow Up. Auf der B-Seite befindet sich der Song Rhythmus à gogo. Die Single konnte sich auf Platz 30 der deutschen Singlecharts platzieren und war 16 Wochen in der Hitliste. In der Schweiz erreichte der Song Platz 15 und war elf Wochen platziert. Der Song erschien auch auf einigen Neue-Deutsche-Welle-Kompilationen. Auch eine 5:07 Minuten lange Maxi-Version existiert. 1985 veröffentlichten Hubert Kah die englischsprachige Version Angel 07 mit einem Text von Timothy Touchton, auch in einer Long Version. Zur englischen Version wurde auch ein recht aufwendiges Musikvideo produziert. Die englische Version wurde auch zuweilen im deutschsprachigen Raum im Radio gespielt.

## Rezeption
Hubert Kah trat mit dem Song zweimal in der ZDF-Hitparade auf; am 30. Juni 1984 wurde die Band per TED-Abstimmung auf den ersten Platz gewählt. Am 21. Juli durfte sie den Titel daher erneut spielen. Am 17. Januar 1985 folgte zudem ein Auftritt in der Sondersendung Die Superhitparade – Hits des Jahres ’84. Auch in der ARD-Kindersendung Die Spielbude und bei Na sowas! im ZDF mit Thomas Gottschalk trat die Gruppe auf. Die englische Version des Songs mit dem Titel Angel 07 ist Teil des Soundtracks der US-amerikanischen Horrorkomödie Einmal beißen bitte (Once Bitten) aus dem Jahr 1985, unter der Regie von Howard Storm.

## Coverversionen
- 1994: O-Zone[8]
- 1995: Paco[8]
- 2019: Oliver Petszokat[8]
- 2020: Paul Rein[8]